# 大綠雀
大綠雀（Akialoa ellisiana）是夏威夷的一種管舌鳥。

## 特徵
大綠雀是大型的雀，長19厘米。牠們的喙佔身體的三分之一長度。

## 亞種
大綠雀有三個亞種，包括：
- H. e. procerus：分佈在考艾島，但其數量極少，可能已經滅絕。
- H. e. ellisianus：分佈在歐胡島，已經滅絕。
- H. e. lanaiensis：分佈在拉奈島，已經滅絕。